# Proclitus paganus
Proclitus paganus är en stekelart som först beskrevs av Alexander Henry Haliday 1838.  Proclitus paganus ingår i släktet Proclitus och familjen brokparasitsteklar. Arten är reproducerande i Sverige. Inga underarter finns listade i Catalogue of Life.